# Der gelernte Jäger
Der gelernte Jäger ist ein Märchen (ATU 304). Es steht in den Kinder- und Hausmärchen der Brüder Grimm an Stelle 111 (KHM 111).

## Inhalt

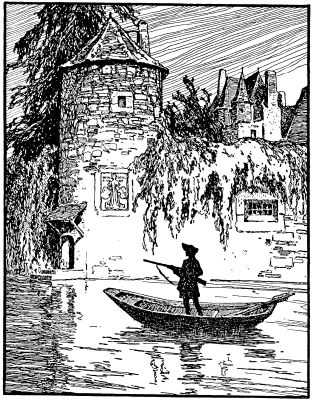
Illustration von Otto Ubbelohde, 1909

Ein junger Schlosser auf Wanderschaft lässt sich zum Jäger ausbilden und bekommt von seinem Meister eine Büchse, die immer trifft. In einem großen Wald findet er nachts drei Riesen, die einen Ochsen am Feuer braten. Er schießt einem dreimal den Bissen vor dem Mund weg, worauf sie ihm anbieten, mit ihnen zu gehen und für sie die Königstochter aus dem Turm hinter dem See zu rauben. Er setzt mit einem Schiff über, erschießt das Wachhündchen, bevor es bellen kann und geht allein hinein. Im ersten Saal findet er einen silbernen Säbel, mit dem man alles umbringen kann, im zweiten die schlafende Königstochter. Er nimmt die rechte Hälfte ihres Halstuchs und ihren rechten Pantoffel, die wie der Säbel einen goldenen Stern und den Namen ihres Vaters tragen und ein Stück ihres Hemdes. Er ruft die Riesen, sie sollten durch ein Loch herein kriechen und schneidet ihnen dabei die Köpfe und dann die Zungen ab, die er verwahrt. Als der König herumfragt, wer die Riesen getötet hat, meldet sich ein einäugiger hässlicher Hauptmann, der darum die Tochter heiraten soll. Als sie sich weigert, muss sie in Bauernkleidern fortgehen und für einen Töpfer Geschirr verkaufen. Der König bestellt Bauernwagen, die es kaputt fahren, aber sie geht wieder zu dem Töpfer, und als er ihr nichts mehr geben will, sagt sie zum Vater, sie wolle in die Welt hinausgehen. Sie muss draußen im Wald in einem Häuschen sitzen, auf dem steht „heute umsonst, morgen für Geld“ und für jeden kochen. Davon hört auch der Jäger, der kein Geld hat. Dort erkennen sie sich durch die mitgenommenen Wahrzeichen, mit denen sie es auch dem Vater beweisen. Der lässt beim Gastmahl den Hauptmann unwissentlich sein eigenes Urteil wählen, wonach er in vier Stücke zerrissen wird. Die Königstochter und der Jäger werden vermählt und leben glücklich.

## Herkunft und Bearbeitung

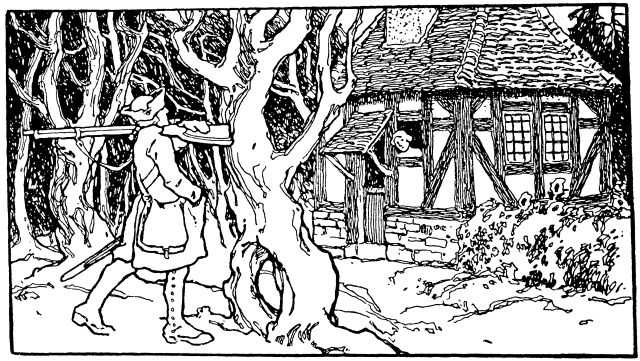
Illustration von Otto Ubbelohde, 1909

Grimms Anmerkung notiert „Nach zwei Erzählungen aus Zwehrn“ (die eine von Dorothea Viehmann). Die zweite (nach unbekanntem Zuträger) beginnt abweichend so, dass der Schütze der Schildwache einen Schlaftrunk gibt und erst zwei Kammerjungfrauen, dann die nackte Königstochter schlafend findet. Er nimmt Goldhalsband, Ring und Taschentuch und legt sich dazu. Als sie nicht weiß, von wem sie schwanger ist, muss sie ins Gefängnis und wegen des Dieners, der es gewesen sein will, ins Wirtshaus. In einer dritten „aus Hof am Habichtswald“ (von Wachtmeister Krause) muss der Jäger aus einem Kelch bei der Schlafenden trinken, um den Degen zu führen und findet sie nach drei Jahren im Wirtshaus mit der Aufschrift „hier zehrt man umsonst, muss aber seinen Lebenslauf erzählen“. In einer vierten Hessischen schießt der Jäger dem Riesen genau in den Daumen. Grimms vergleichen zum Schießen An Bogsweigr („Sagenbibliothek 2, 542“), zum Kleideraufschneiden Brünhild, das Zungenausschneiden sei häufig, der Hauptmann sei der Truchseß in Tristan, Grimms Deutsche Sagen Nr. 255, 256, 257, zum Schluss KHM 52 König Drosselbart.
Die Handlung änderte sich zwischen erster und letzter Auflage kaum, auch viele etwas eigene Sprachformen blieben. Ab der 2. Auflage ist es dreimal derselbe Riese, dem der Held das Fleisch aus der Hand schießt, was wie in KHM 20 Das tapfere Schneiderlein ein kurzes Streitgespräch zwischen den Riesen motiviert. Beim Durchkriechen greift der Held ihre Haare, um sie zu köpfen, und meint ab der 6. Auflage dazu: „wie darf ich eine unschuldige Jungfrau in die Gewalt der wilden Riesen bringen, die haben Böses im Sinn.“

## Motivvergleiche

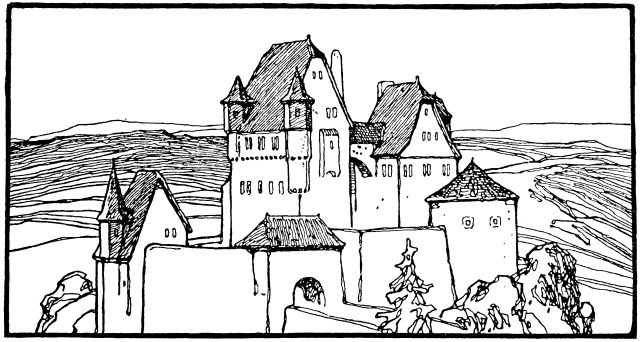
Illustration von Otto Ubbelohde, 1909

Viele Motive und Sprachdetails sind in anderen Grimms Märchen ganz ähnlich. Eingangs fragt der Jäger und schließlich die Prinzessin den Burschen, „wo er her käme und hin wollte“, vgl. KHM 9 Die zwölf Brüder. Das Licht im Wald begegnet später in KHM 163 Der gläserne Sarg, ähnliche Riesen in KHM 126 Ferenand getrü und Ferenand ungetrü. Wolle er mit ihnen gehen, so solle er es gut haben, sagen sie, wie die Zwerge in KHM 53 Schneewittchen. Unfehlbare Büchse und Säbel ähneln den Wundergaben in KHM 92 Der König vom goldenen Berg und KHM 97 Das Wasser des Lebens, die herausgeschnittenen Zungen Drachenkämpfen wie in KHM 60 Die zwei Brüder, die Demütigung der Prinzessin mit zerbrochenem Geschirr KHM 52 König Drosselbart. Sie will „gehen, so weit als mich meine Beine tragen“ (vgl. KHM 17), eine aus literarischer Märchentradition bekannte Redensart. Lutz Röhrich nennt die Vierteilung hier und in KHM 76 Die Nelke als Beispiel grausamer Strafen in Märchen, die aus dem echten Rechtsleben kommen, wobei Märchen weder Liebe noch Hass kennen, ein Kind denkt nicht an grausame Einzelheiten. Ein etwas ähnliches Märchen ist Bechsteins Der Wandergeselle.
Christine Shojaei Kawan zählt ca. 250 Varianten, davon 38 deutsche, 25 in Ungarn, sonst in Europa, Nahem und Mittleren Osten, Kaukasus, Nordafrika, einzelne in Amerika und Afrika. Grimms Text ist wohl der älteste datierbare Beleg, beeinflusste die Übrigen aber wenig. Zentral ist der durch Riesen, Räuber oder Jenseitige erzwungene Raubzug, was sich mit anderen Episoden verbindet. Betrüger und Wirtshaus fehlen oft, hingegen das Erzählen der Lebensgeschichte bringt Spannung. Viele Varianten deuten auf einen Ursprung als Drachenkampfmärchen. Dafür spricht auch, dass der Held die Unholde fast immer mit einem Säbel oder dergleichen tötet, auch wenn er wie hier ein Jäger ist, was er überhaupt nur in wenigen, deutschen und tschechischen Fassungen ist. Die Windbüchse hält Walter Scherf für ein Blasrohr (da irrt er). Er vergleicht Josef Haltrichs Der Hünentöter, Grimms Die Kristallkugel und Die drei Schwestern, Aleksandr Nikolaevič Afanas‘evs Der unsterbliche Koščej, Johann Georg von Hahns Die drei Brüder, die ihre geraubte Schwester suchen, Ignaz und Josef Zingerles Der tapfere Ritterssohn, Karl Haidings Der Riesentöter, Felix Karlingers Der tapfere Soldat. Vgl. Das weiße Hemd, das schwere Schwert und der goldene Ring in Johann Wilhelm Wolfs Deutsche Hausmärchen.

### Primärliteratur
- Grimm, Brüder: Kinder- und Hausmärchen. Vollständige Ausgabe. Mit 184 Illustrationen zeitgenössischer Künstler und einem Nachwort von Heinz Rölleke. S. 542–547. 19. Auflage, Artemis & Winkler Verlag, Patmos Verlag, Düsseldorf und Zürich 1999, ISBN 3-538-06943-3)
- Brüder Grimm: Kinder- und Hausmärchen. Ausgabe letzter Hand mit den Originalanmerkungen der Brüder Grimm. Mit einem Anhang sämtlicher, nicht in allen Auflagen veröffentlichter Märchen und Herkunftsnachweisen herausgegeben von Heinz Rölleke. Band 3: Originalanmerkungen, Herkunftsnachweise, Nachwort. Durchgesehene und bibliographisch ergänzte Ausgabe. Reclam, Stuttgart 1994, ISBN 3-15-003193-1, S. 204–205, 489.

### Analysen
- Christine Shojaei Kawan: Jäger: Der gelernte J. In: Enzyklopädie des Märchens. Band 7. Walter de Gruyter, Berlin / New York 1993, ISBN 3-11-013478-0, S. 411–420.
- Walter Scherf: Das Märchenlexikon. Band 1. C. H. Beck, München 1995, ISBN 978-3-406-51995-6, S. 409–413.
- Hans-Jörg Uther: Handbuch zu den Kinder- und Hausmärchen der Brüder Grimm. de Gruyter, Berlin 2008, ISBN 978-3-11-019441-8, S. 250–251.